# Stanimira Petrova
Stanimira Petrova, née le 16 décembre 1990 à Assénovgrad, est une boxeuse bulgare.

## Carrière
Sa carrière amateur est principalement marquée par une médaille d'or remportée aux Championnats du monde de 2014 dans la catégorie poids coqs.
En juin 2024, elle est annoncée comme porte-drapeau pour la Cérémonie d'ouverture des Jeux de Paris.

## Palmarès

### Championnats du monde
- Médaille d'or en -54 kg 2014 à Jeju, Corée du Sud

### Championnats d'Europe
- Médaille d'or en -57 kg en 2018 à Sofia, Bulgarie
- Médaille d'or en -54 kg en 2016 à Sofia, Bulgarie
- Médaille de bronze en -57 kg en 2019 à Alcobendas, Espagne

### Jeux européens
- Médaille d'or en -57 kg en 2019 à Minsk, Biélorussie
- Médaille d'or en -54 kg en 2023 à Nowy Targ, Pologne